# Klaus Iohannis
Klaus Werner Iohannis (pron. tedesca [ˈklaʊs joˈhanɪs], rumena [ˈkla.us joˈhanis]; Sibiu, 13 giugno 1959) è un politico rumeno di etnia tedesca, 4º presidente della Romania dal 21 dicembre 2014 al 12 febbraio 2025.
È diventato presidente del PNL nel 2014, dopo essere stato leader del Forum Democratico dei Tedeschi in Romania dal 2002 al 2013.
Prima di entrare in politica Iohannis era un insegnante di fisica e ispettore scolastico. Fu eletto per la prima volta sindaco della città di Sibiu nel 2000, in rappresentanza del Forum democratico dei tedeschi in Romania (FDGR). Malgrado la condizione di minoranza dei cittadini di etnia tedesca della città, Iohannis ottenne una vittoria a sorpresa e fu rieletto anche per i successivi mandati nel 2004, nel 2008 e nel 2012. È considerato colui che ha trasformato la sua città in una delle destinazioni turistiche più popolari della Romania, avendo merito della proclamazione di Sibiu a Capitale europea della cultura nel 2007.
Nel febbraio 2013, Iohannis divenne membro del Partito Liberale Nazionale (PNL), accettando l'invito del leader liberale Crin Antonescu, diventando immediatamente primo vice presidente del partito e, nell'anno successivo, presidente del PNL.
All'indomani del primo turno del voto per le presidenziali del 2009, quando era ormai chiaro che sarebbe stato celebrato il ballottaggio tra Mircea Geoană (Partito Social Democratico) e Traian Băsescu (Partito Democratico Liberale), Crin Antonescu garantì l'appoggio del suo partito al candidato del PSD in cambio dell'eventuale formazione di un governo di coalizione presieduto da Iohannis. La vittoria di Băsescu, tuttavia, vanificò la proposta.
In seguito al successo delle elezioni presidenziali romene del 16 novembre 2014, Iohannis si è insediato come quinto Presidente della Romania a partire dal 21 dicembre 2014 al 12 febbraio 2025. . È stato riconfermato per un secondo mandato dopo aver vinto le elezioni presidenziali del novembre 2019.
Iohannis è il primo presidente rumeno appartenente ad una minoranza etnica, nello specifico quella dei sassoni di Transilvania, che si stabilirono nella regione nel XII secolo. È il quarto presidente di origine tedesca dei paesi dell'Europa orientale nel periodo post-comunista, dopo Rudolf Schuster (Slovacchia), Ferenc Mádl e Pál Schmitt (Ungheria). È anche il primo presidente della Romania successiva alla rivoluzione del 1989 a non aver avuto legami con le strutture politiche dell'era comunista.

## Famiglia e studi
I suoi genitori, Susanne e Gustav Heinz Johannis, entrambi sassoni di Transilvania, emigrarono nel 1992 come pensionati da Sibiu in Germania, dove si stabilirono a Würzburg, in Baviera. Klaus Iohannis ha dichiarato in un'intervista che la presenza della famiglia Iohannis è attestata a Cisnădie già dal XVI secolo. Ha anche affermato che quando suo padre si presentò in comune per registrarne la nascita, l'ufficiale dell'anagrafe si rifiutò di trascrivere il nome con la iniziale "J", come da tradizione di famiglia da cinquecento anni.
Klaus Iohannis si laureò nel 1983 in fisica presso l'Università Babeș-Bolyai di Cluj-Napoca. Dopo gli studi universitari, fu prima professore di fisica ad Agnita e, poi, in alcune scuole di Sibiu. Nel 1989 iniziò ad insegnare al Colegiul Național Samuel von Brukenthal della città natale. Nel 1997 divenne ispettore scolastico dell'istituto, mentre dal 1999 al 2000 fu ispettore scolastico generale del distretto di Sibiu.
È sposato dal 1989 con Carmen Iohannis (nata il 2 novembre 1960 con il cognome Lăzurcă), insegnante di inglese al Colegiul Național Gheorghe Lazar di Sibiu. La moglie è discendente da una famiglia greco-cattolica del villaggio di Sântu, vicino Reghin. Durante il periodo di interdizione della Chiesa greco-cattolica rumena da parte delle autorità comuniste, Carmen partecipava alle messe clandestine officiate da Pompei Onofreiu nella sua casa da via Șelarii, alle quali prendeva parte anche Klaus.

## Carriera politica

### Forum Democratico dei Tedeschi in Romania

#### Sindaco di Sibiu

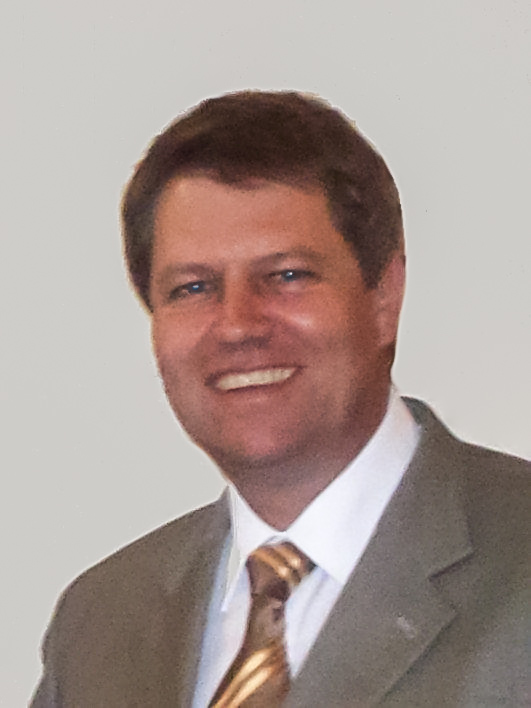
Klaus Iohannis come Sindaco di Sibiu, maggio 2005

Nel 1990 entrò a far parte del Forum Democratico dei Tedeschi in Romania (FDGR), di cui divenne presidente 12 anni dopo.
Venne eletto alla carica di sindaco della città di Sibiu il 18 giugno 2000 con il sostegno del FDGR, formazione portavoce dei diritti della minoranza tedesca. Nonostante a Sibiu (Hermannstadt in tedesco) questa rappresentasse solamente l'1,6%, Iohannis vinse con un netto 69,18% al ballottaggio contro Ioan Cindrea del Partito Social Democratico. Le sue riforme ebbero un tale successo che il 7 giugno 2004 venne rieletto con l'88,7% dei voti al primo turno e nominato una terza volta nel 2008, sempre al primo turno, con l'83,26% delle preferenze, in alleanza con il Partito Nazionale Liberale.
Iohannis è il primo sindaco rumeno di origine tedesca dopo Albert Dörr, che dal 1940 al 1945 fu primo cittadino di Sibiu. Durante gli anni di amministrazione di Iohannis, la città di Sibiu è stata nominata Capitale europea della cultura per il 2007, insieme a Lussemburgo. Ha avviato numerosi collaborazioni con investitori stranieri e ha ricevuto diverse sovvenzioni per i suoi progetti da parte dell'Unione europea. Il 28 dicembre 2007 il presidente Traian Băsescu ha decorato Iohannis con l'Ordine della Stella di Romania con il rango di cavaliere, il più alto riconoscimento conferito dallo stato romeno.

#### Candidato per la carica di Primo ministro
Il 14 ottobre 2009, in seguito alla sfiducia del governo del primo ministro Emil Boc (PD-L), fu proposto dai gruppi di opposizione Partito Nazionale Liberale, Partito Social Democratico e Unione Democratica Magiara di Romania come nuovo primo ministro. L'invito, tuttavia, fu declinato dal presidente della repubblica. L'opposizione, quindi, criticò la decisione del presidente del paese di non procedere alla nomina. Il leader socialdemocratico Mircea Geoană, promuovendo la figura di Iohannis, accusò Băsescu di cercare di influenzare le elezioni presidenziali di quell'anno. Il leader liberale Crin Antonescu comunicò che il PNL non avrebbe accettato nessun altro primo ministro ad eccezione di Klaus Iohannis.
I due successivi primi ministri proposti al parlamento dal presidente della repubblica, Lucian Croitoru e Liviu Negoiță, non riuscirono ad ottenere l'investitura, mentre Boc mantenne l'incarico ad interim fino alla presidenziali. Prima del turno di ballottaggio, che vedeva affrontarsi il presidente uscente Traian Băsescu e Mircea Geoană, PNL e PSD firmarono un accordo politico a sostegno di Geoană, che prevedeva la nomina di Iohannis a primo ministro di un eventuale nuovo governo di coalizione. Le elezioni del 6 dicembre, tuttavia, furono vinte da Traian Băsescu. Il 7 dicembre Klaus Iohannis riconobbe ufficialmente che non esistevano più possibilità per la sua nomina. Successivamente Emil Boc riuscì a costruire una nuova maggioranza parlamentare che diede vita al governo Boc II, entrato in carica il 23 dicembre 2009.

### Partito Nazionale Liberale

#### Ingresso nel PNL
Il 20 febbraio 2013 Klaus Iohannis entrò a far parte del PNL su invito di Crin Antonescu. Il giorno dopo il consiglio nazionale del PNL votò all'unanimità una mozione di deroga sugli anni di anzianità necessari per aspirare ad un ruolo nella direzione del partito, per permettergli di candidarsi ad una posizione in vista del congresso straordinario del 23 febbraio 2013. Iohannis, candidatosi nella lista collegata ad Antonescu, fu eletto primo vicepresidente del PNL.

#### Candidato per la carica di vice primo ministro
Nel febbraio 2011 PNL, PSD e PC costituirono la coalizione dell'Unione Social-Liberale (USL) che, nel maggio 2012, dopo la caduta del governo Ungureanu, giunse a condurre il governo con a capo Victor Ponta, leader del PSD. Nell'agosto 2012 anche l'UNPR aderì all'USL.
Fino all'inizio del 2014 si verificarono molti scandali e incomprensioni tra i partner di governo, sia a livello locale che nazionale. Tra le accuse, i liberali sospettavano che i socialdemocratici avrebbero cercato di cooptare alcuni loro ministri nel PSD, al fine di costruire una maggioranza individuale senza il PNL. Antonescu, quindi, decise di operare un rimpasto dei propri ministri, oltre a proporre la nomina di Iohannis come ministro degli interni e vice primo ministro. Antonescu recriminò, inoltre, la scarsa attenzione rivolta dal primo ministro al PNL. Ponta, tuttavia, rifiutò la soluzione proposta dal partner di governo. La crisi portò ad un costante scambio di accuse e, alla fine, il 25 febbraio 2014 allo scioglimento dell'alleanza. Il PNL chiese persino le dimissioni del primo ministro, mentre Antonescu lasciò il proprio incarico alla presidenza del senato.

#### Presidente del Partito Nazionale Liberale
Dopo la sconfitta alle elezioni per il Parlamento europeo del 25 maggio 2014 il PNL ottenne solo sei seggi, mentre Antonescu annunciò le sue dimissioni da capo del partito. A livello statutario, quindi, in qualità di primo vicepresidente Iohannis assunse l'incarico di presidente ad interim fino al nuovo congresso straordinario, celebratosi il 28 giugno 2014. In tale occasione Iohannis fu eletto ufficialmente presidente titolare del PNL con il 95% delle preferenze dei delegati (1.334 voti), contro gli appena 144 voti ottenuti dall'avversario Ioan Ghișe.
Iohannis, inoltre, fu indicato come candidato del PNL per le elezioni presidenziali del novembre 2014, posizione cui aspirava anche Crin Antonescu.

### Alleanza Cristiano Liberale

#### Fusione tra PNL e Partito Democratico Liberale
Oltre al PNL, anche gli altri gruppi cristiano-democratici del Partito Democratico Liberale (PD-L) e di Forza Civica (FC) ottennero uno scarso risultato alle elezioni europee del 26 maggio 2014. Per costituire un più ampio fronte di centro-destra, quindi, Klaus Iohannis avviò delle trattative con il leader del PD-L Vasile Blaga per la formazione di un'alleanza politica e, in un secondo momento, la fusione tra i due partiti. Anche Mihai Răzvan Ungureanu, presidente di FC, prese parte ai negoziati. Come risultato delle trattative fu stabilito che FC sarebbe confluita nel PD-L, mentre PNL e PD-L avrebbero congiuntamente partecipato alle elezioni presidenziali del 2014 sotto l'insegna della coalizione Alleanza Cristiano Liberale (ACL), evento che avrebbe preceduto la fusione ufficiale tra le due formazioni del 2015.
Il candidato presidenziale dell'alleanza fu stabilito in un secondo momento. Mentre il PNL sosteneva Iohannis, il PD-L appoggiava Cătălin Predoiu. Basandosi sui sondaggi d'opinione condotti dall'ACL, alla fine, Iohannis fu ritenuto il candidato migliore. L'11 agosto, perciò, il congresso unificato di PNL e PD-L ufficializzò la sua candidatura alla presidenza della repubblica, mentre Cătălin Predoiu fu indicato come candidato premier per le elezioni parlamentari del 2016. A Vasile Blaga fu assegnato il coordinamento della campagna elettorale di Iohannis. In precedenza Blaga era stato anche capo della campagna elettorale di Traian Băsescu per le elezioni del 2004 e del 2009.

#### Elezione a presidente della Repubblica

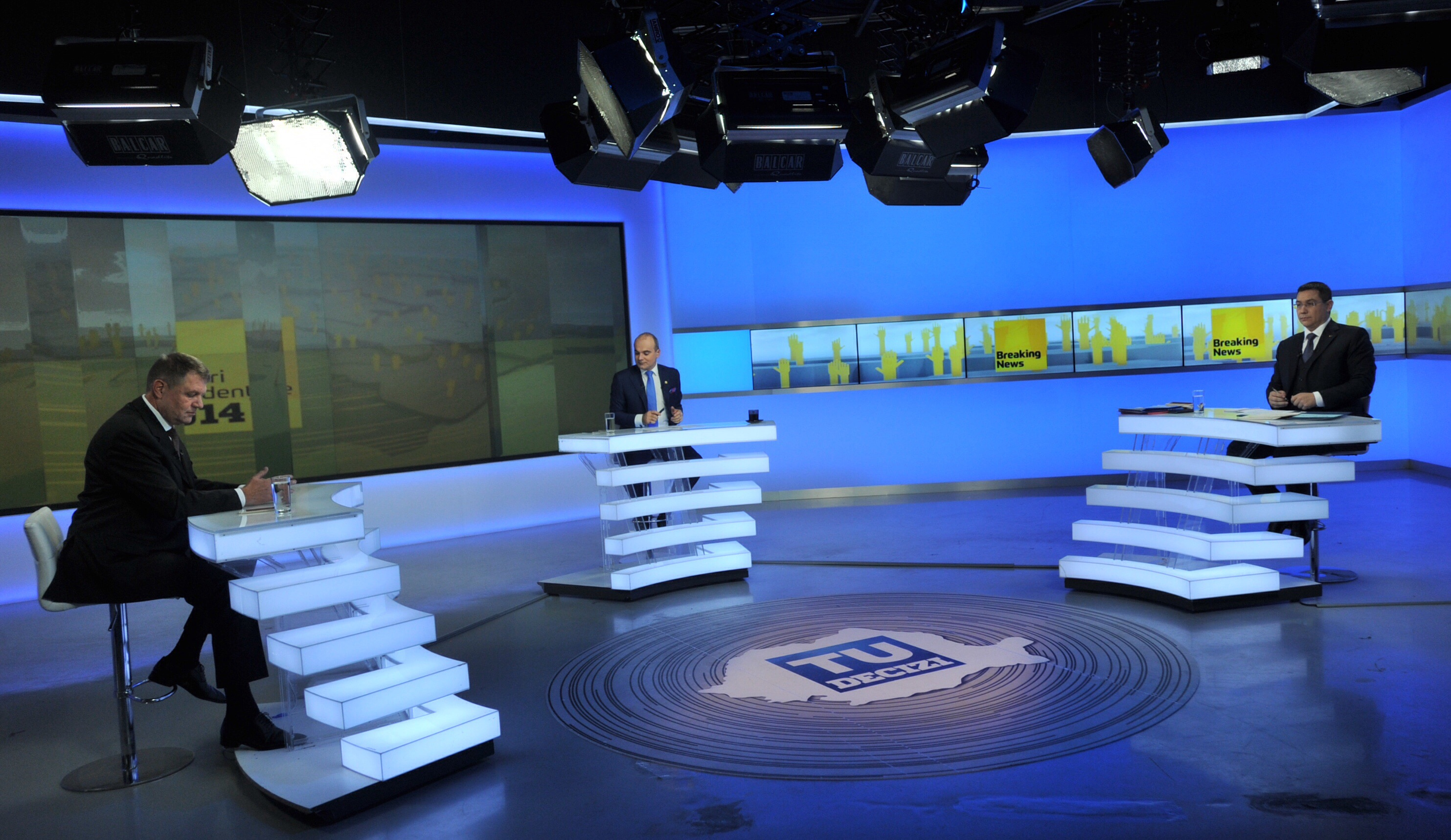
Klaus Iohannis e il suo avversario Victor Ponta durante un dibattito televisivo andato in onda su Realitatea TV l'11 novembre 2014

Il 27 settembre 2014, Iohannis lanciò pubblicamente la propria candidatura per le elezioni presidenziali del 2 novembre. La presentazione avvenne nel corso di un evento organizzato a Bucarest di fronte al Palazzo Victoria, sede del governo, con lo slogan «La Romania delle cose ben fatte» (in rumeno: «România lucrului bine făcut»).
Al primo turno del 2 novembre, che vedeva concorrere 14 candidati totali, Klaus Iohannis ottenne 2.881.406 di voti, pari al 30,37% delle preferenze espresse, mentre l'affluenza fu del 53,17% (9.723.232 votanti). Con il secondo posto, quindi, si classificò per il ballottaggio contro il candidato del PSD Victor Ponta, giunto primo con 3.836.093 di voti (40,44%).
Tra primo e secondo turno di voto Iohannis rifiutò di negoziare l'appoggio politico da parte degli altri candidati eliminati, affermando che i voti dei romeni non erano merce di scambio. Malgrado le dichiarazioni, però, sottoscrisse un documento programmatico predisposto dall'indipendente Monica Macovei, che prevedeva l'impegno presidenziale alla difesa dello stato di diritto.
Nei giorni precedenti il ballottaggio si diffuse sui social network una campagna denigratoria contro Victor Ponta, scaturita dall'ostruzionismo del governo in area PSD sull'espletamento delle operazioni di voto del 2 novembre nelle sezioni elettorali ubicate all'estero. Iohannis attaccò Ponta sullo stesso argomento, chiedendo l'ampliamento del numero dei seggi elettorali nelle circoscrizioni estere, nonché l'estensione dell'orario di voto. Al secondo turno, quindi, Iohannis beneficiò sia del favore degli elettori che vivevano in altri paesi, sia di quello di chi non si era presentato alle urne al primo turno.
Il secondo turno di scrutinio si svolse il 16 novembre 2014. Sebbene i sondaggi mostrassero il vantaggio di Ponta, Iohannis ribaltò le previsioni, guadagnando il 54,43% dei voti.

### Presidente della Romania
Alle presidenziali del novembre 2014 Klaus Iohannis sconfisse Victor Ponta (PSD), in quel momento primo ministro in carica. Il 21 novembre 2014 la Corte costituzionale convalidò i risultati delle elezioni, cui seguì la solenne cerimonia di investitura alla presenza del presidente uscente Traian Băsescu, il cui mandato si esaurì il 21 dicembre 2014. Klaus Iohannis divenne il quinto presidente della Romania postrivoluzionaria.

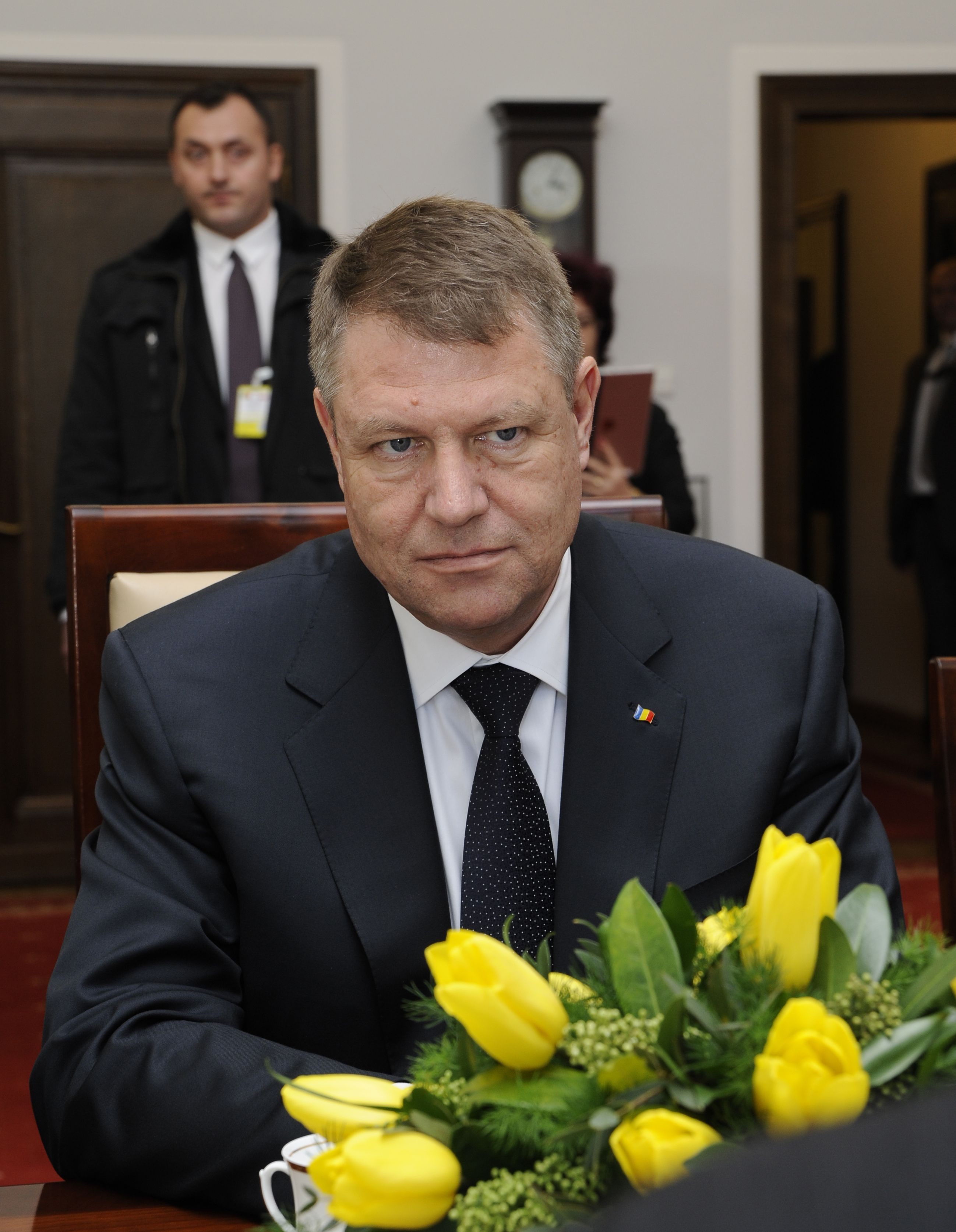
Klaus Iohannis in visita al Senato della Polonia (marzo 2015)

In seguito a veloci consultazioni con gli altri partiti, tra i primi atti presidenziali di Iohannis vi fu la firma di un patto nazionale per il sostegno finanziario dell'esercito. Una seconda realizzazione fu il respingimento della legge sull'amnistia proposta da Victor Ponta e in discussione in Parlamento. Nel mese di aprile 2015 esortò i partiti politici a consultazioni riguardanti la legge elettorale, mentre in maggio promulgò un pacchetto di leggi riguardanti il finanziamento dei partiti e la legge elettorale per le elezioni locali delle leggi elettorali Pur ammettendo che non si trattava di leggi perfette, queste rappresentavano un passo in avanti. La legge sul voto per corrispondenza, nonostante si riferisse solo alle elezioni parlamentari, fu pubblicata nel mese di ottobre e promulgata dal presidente solo in novembre, dopo che la Corte costituzionale ebbe rifiutato il ricorso presentato da ALDE e l'UDMR. Nel mese di maggio 2015, il presidente avviò consultazioni con i gruppi parlamentari riguardanti il quadro legislativo sul trattamento e la protezione dei dati personali nelle comunicazioni elettroniche. I leader dei partiti politici, quindi, firmarono un'iniziativa di legge di modifica e completamento della legge 506/2004.

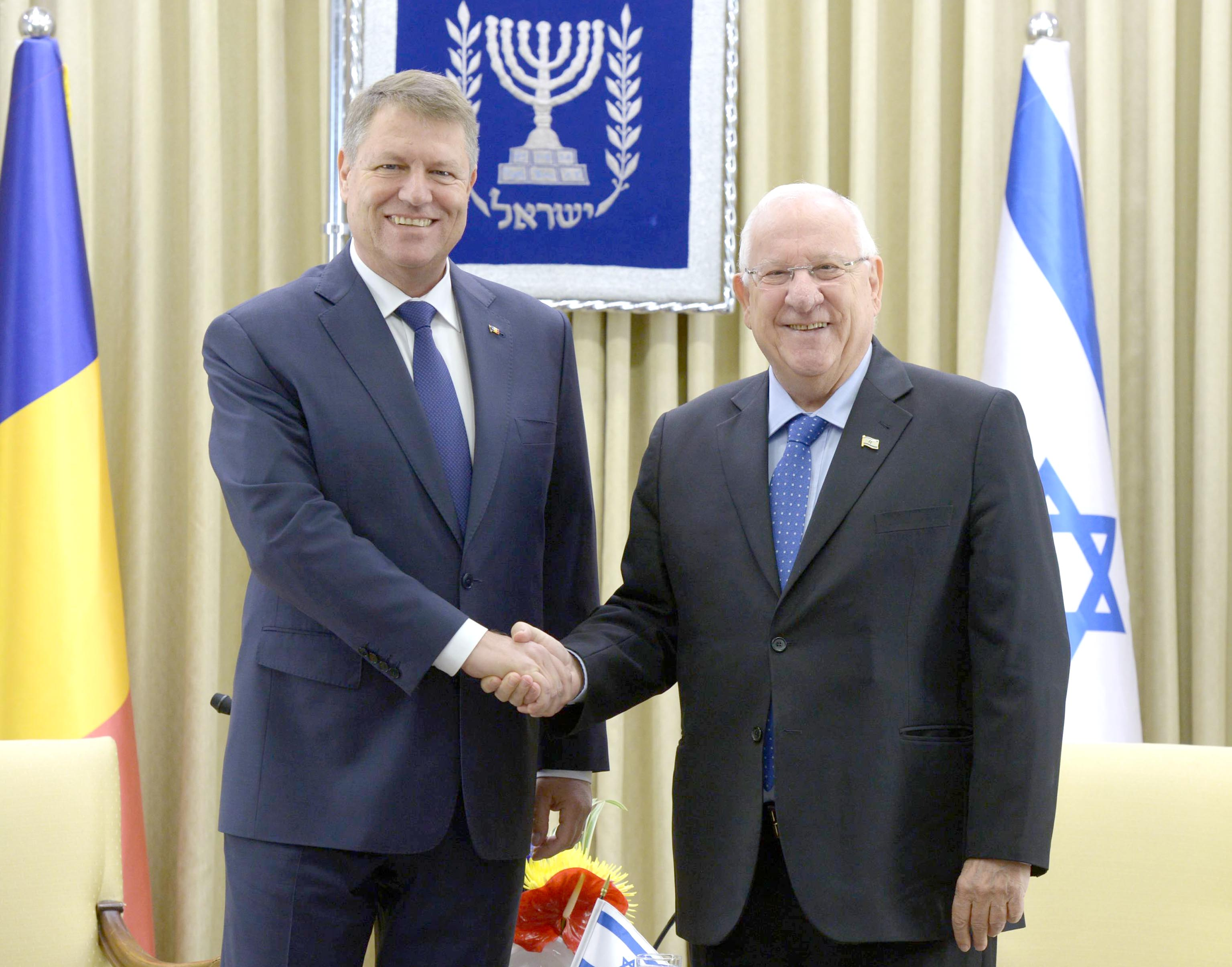
Klaus Iohannis e il presidente israeliano Reuven Rivlin il 7 marzo 2016

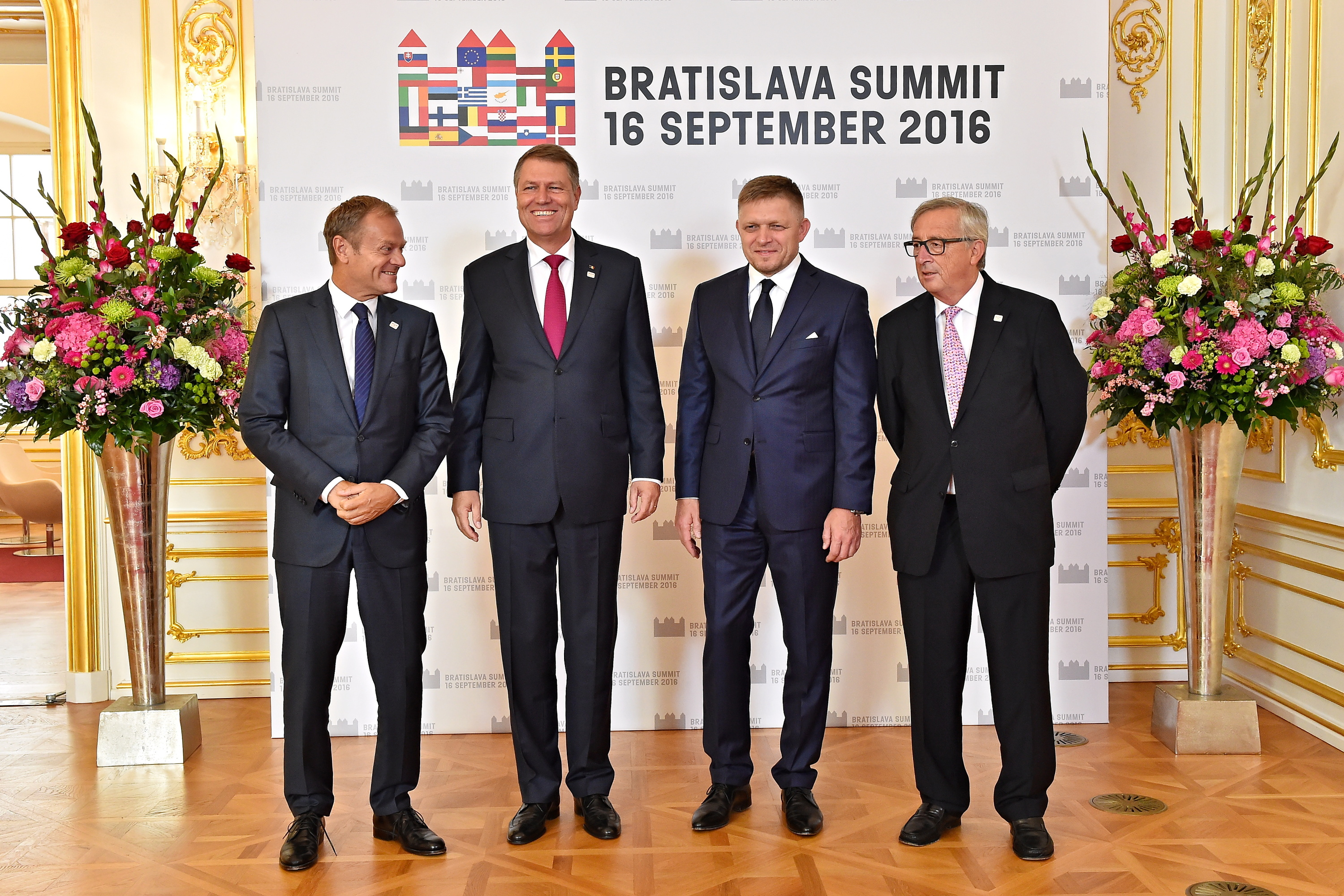
Donald Tusk, Klaus Iohannis, Robert Fico e Jean-Claude Juncker al Vertice di Bratislava il 16 settembre 2016

Il segretario di Stato Rex Tillerson e Klaus Iohannis prima del loro incontro bilaterale al Dipartimento di Stato degli Stati Uniti d'America a Washington il 9 giugno 2017

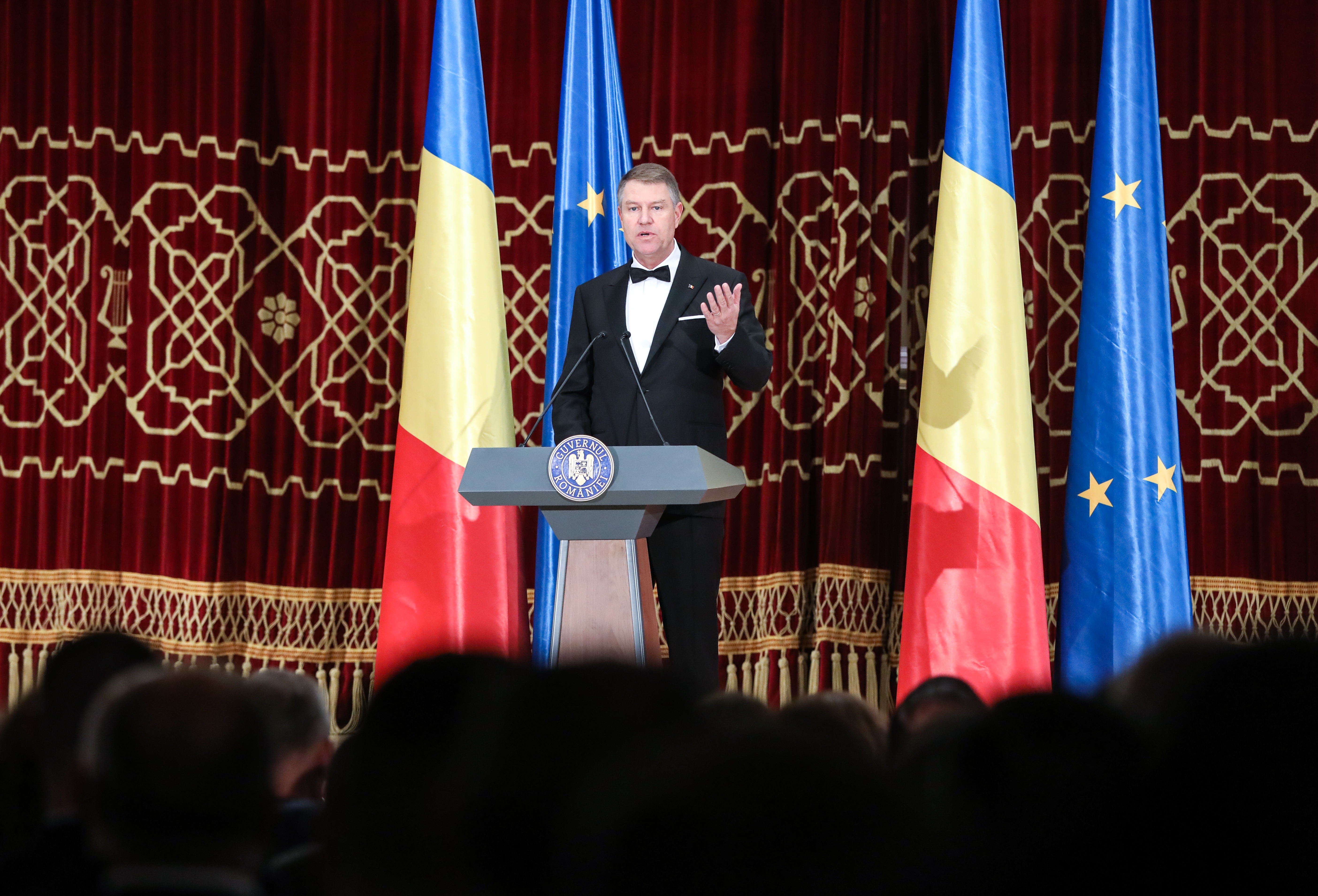
Klaus Iohannis all'Ateneo rumeno di Bucarest, durante la cerimonia ufficiale di apertura della presidenza rumena del Consiglio dell'Unione europea

Nella prima parte del mandato Iohannis ha più volte espresso il suo desiderio di vedere un governo diverso da quello condotto da Victor Ponta, ma annunciò che avrebbe lavorato nel quadro dei limiti istituzionali con il primo ministro a prescindere dalle divergenze politiche. I già fragili rapporti fra i due, infatti, rischiarono di rompersi nel giugno 2015, quando la Direzione nazionale anticorruzione della Romania avviò un'inchiesta penale contro Victor Ponta per fatti commessi nel corso della sua carriera di avvocato. Iohannis, tuttavia, non poté procedere alla sua destituzione, poiché la costituzione prevedeva la possibilità di sospendere un membro del governo solamente per crimini commessi nell'esercizio delle sue funzioni pubbliche. In tali circostanze, il Partito Nazionale Liberale propose al parlamento, senza successo, due distinte mozioni di censura contro il premier (il 5 giugno, e il 21 settembre). Le dimissioni di Victor Ponta, in ogni caso, avvennero ai primi di novembre 2015, come esito delle proteste popolari scaturite dalla tragedia del Club Collectiv.
Le consultazioni per la formazione del nuovo esecutivo, per la prima volta nella storia della Romania, avvennero anche con i rappresentanti della società civile e non solamente con i partiti politici. Nonostante le precedenti dichiarazioni a favore di un eventuale governo con a capo Cătălin Predoiu, la scelta del presidente sul nuovo primo ministro ricadde sull'indipendente Dacian Cioloș, che formò un governo tecnico.
Nel corso del mandato il presidente e il parlamento mostrarono opinioni divergenti su alcuni progetti, come quello delle pensioni speciali, sulle modifiche al codice fiscale o al voto per corrispondenza. Klaus Iohannis non esitò a rivolgersi al parlamento per una revisione o alla Corte Costituzionale per la verifica di diversi progetti di legge emanati dalle camere o dall'esecutivo.
Durante le proteste dell'inverno del 2017, Iohannis fu in mezzo ai manifestanti, mostrando il suo sostegno alla causa. Fu un fermo oppositore della controversa Ordinanza d'urgenza 13, che prevedeva la depenalizzazione di alcuni atti di corruzione. Fu anche uno strenuo sostenitore della celebrazione di un referendum sul proseguimento della lotta alla corruzione, problema costantemente tema di dibattito durante la campagna presidenziale del 2014.
In seguito alle annullate elezioni presidenziali del 2024 (in cui Iohannis non ha potuto partecipare avendo superato il limite dei due mandati), egli ha comunque dichiarato di voler restare in carica fino all’elezione del suo successore, prevista per la primavera dell’anno successivo, al fine di evitare vuoti di potere. Egli ha potuto fare ciò forte di alcune disposizioni ambigue della Carta costituzionale, e con l’assenso della Corte Costituzionale.
Il 10 febbraio 2025, tuttavia, in seguito alla minaccia di una “mozione di revoca” per violazione del testo costituzionale (ex Art. 95) da parte di alcune frange di estrema destra del Parlamento (poi coadiuvate anche dal partito di centro-destra, Unione Salvate la Romania e da alcuni elementi della coalizione del governo in carica), cosa che avrebbe conseguentemente portato alla sospensione dall’incarico di 30 giorni e all’indizione di un referendum sulla sua successiva permanenza, egli ha optato di rassegnare le proprie dimissioni, esecutive a partire dal 12 febbraio.

#### Viaggi internazionali come presidente
| Data                 | Paese                  | Città                | Ragione |
| -------------------- | ---------------------- | -------------------- | --- |
| 10 febbraio 2015     | Francia (bandiera)     | Parigi               | Incontro con il Presidente François Hollande sulle relazioni franco-rumene, la lotta al terrorismo e la situazione politica in Ucraina                                            |
| 25 febbraio 2015     | Moldavia (bandiera)    | Chișinău             | Incontro con i partiti europeisti sulle relazioni bilaterali e il processo di integrazione europeo della Moldavia                                                                 |
| 26 febbraio 2015     | Germania (bandiera)    | Berlino              | Incontro con il Cancelliere della Germania Angela Merkel sulla situazione in Ucraina, gli investimenti, i progetti europei e il rafforzamento dello stato di diritto              |
| 12 marzo 2015        | Polonia (bandiera)     | Varsavia             | Incontro con il presidente Bronisław Komorowski sull'Ucraina, la NATO e Moldavia                                                                                                  |
| 14–17 maggio 2015    | Italia (bandiera)      | Milano, Roma         | Incontro con la comunità romena di Milano e Papa Francesco |
| 21 maggio 2015       | Lettonia (bandiera)    | Riga                 | Vertice del Partenariato orientale |
| 15–16 giugno 2015    | Croazia (bandiera)     | Zagabria             | Incontro con il presidente Kolinda Grabar-Kitarović e il presidente del Sabor Josip Leko                                                                                          |
| 12–13 luglio 2015    | Spagna (bandiera)      | Madrid               | Incontro con Re Filippo VI, il primo ministro Mariano Rajoy e i rappresentanti della comunità rumena in Spagna                                                                    |
| 23–30 settembre 2015 | Stati Uniti (bandiera) | New York, Washington | Rappresenta la Romania all'Assemblea generale delle Nazioni Unite dal 26 al 29 settembre. Incontro con il presidente degli Stati Uniti Barack Obama e il vicepresidente Joe Biden |
| 6–11 marzo 2016      | Israele (bandiera)     | Gerusalemme          | Incontro con il presidente Reuven Rivlin e il presidente della Knesset Yuli-Yoel Edelstein                                                                                        |
| 23 marzo 2016        | Turchia (bandiera)     | Ankara               | Incontro con il presidente Recep Tayyip Erdoğan su questioni di sicurezza e sulla crisi dei rifugiati                                                                             |
| 7 giugno 2016        | Lussemburgo (bandiera) | Città di Lussemburgo | Ricevimento all'Abbazia di Neumünster in onore del Duca e della Duchessa di Lussemburgo                                                                                           |
| 8–9 luglio 2016      | Polonia (bandiera)     | Varsavia             | Vertice della NATO |
| 24–25 gennaio 2017   | Francia (bandiera)     | Strasburgo           | Visita ufficiale al Consiglio d'Europa e alla Corte europea dei diritti dell'uomo                                                                                                 |
| 19 giugno 2017       | Stati Uniti (bandiera) | Washington           | Conferenza stampa congiunta con il presidente degli Stati Uniti Donald Trump sul terrorismo in Qatar                                                                              |

#### Politica estera

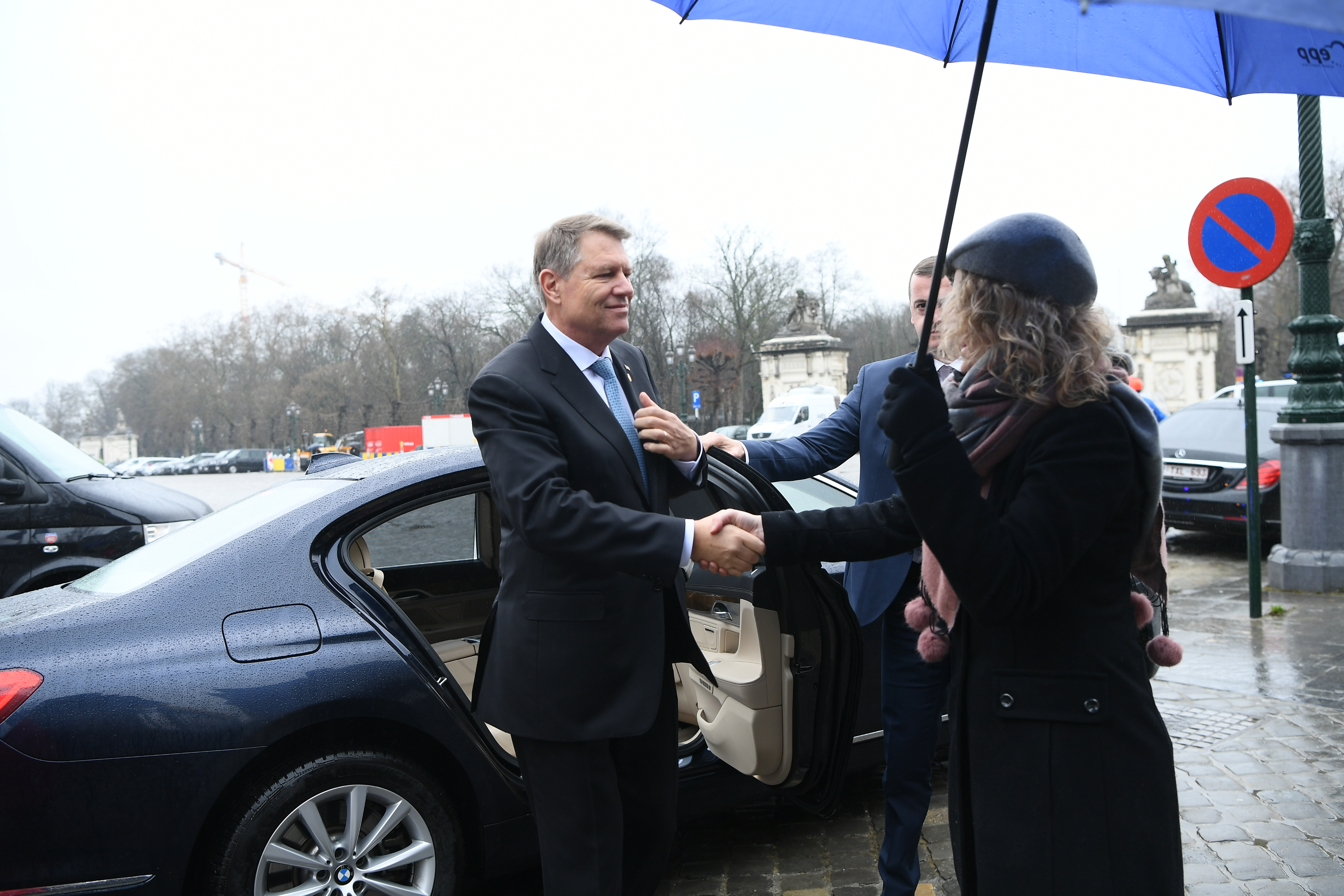
Klaus Iohannis al Summit del PPE il 22 marzo 2018

Il primo anno di mandato fu caratterizzato da un tour internazionale del presidente, che visitò circa 15 stati, nonché gli Stati Uniti. Il ritmo non fu mantenuto nel 2016, visto che Iohannis preferì concentrarsi su alcuni paesi dell'UE.
La prima crisi importante gestita dal presidente fu quella migratoria e sull'introduzione di quote obbligatorie per gli immigrati da ospitare nel paese, caso per il quale Iohannis fu criticato per non aver risposto prontamente all'emergenza e perché sosteneva una posizione contraria a quella della Commissione europea. Inizialmente, infatti, la Romania respinse l'idea dell'introduzione di quote vincolanti, unendosi ad un gruppo di stati che, però, non riuscì ad ottenere quanto sperato. In un secondo momento la Romania dichiarò che tali quote potessero essere adottate, nonostante il crescente numero di persone richiesto dalla Commissione europea.

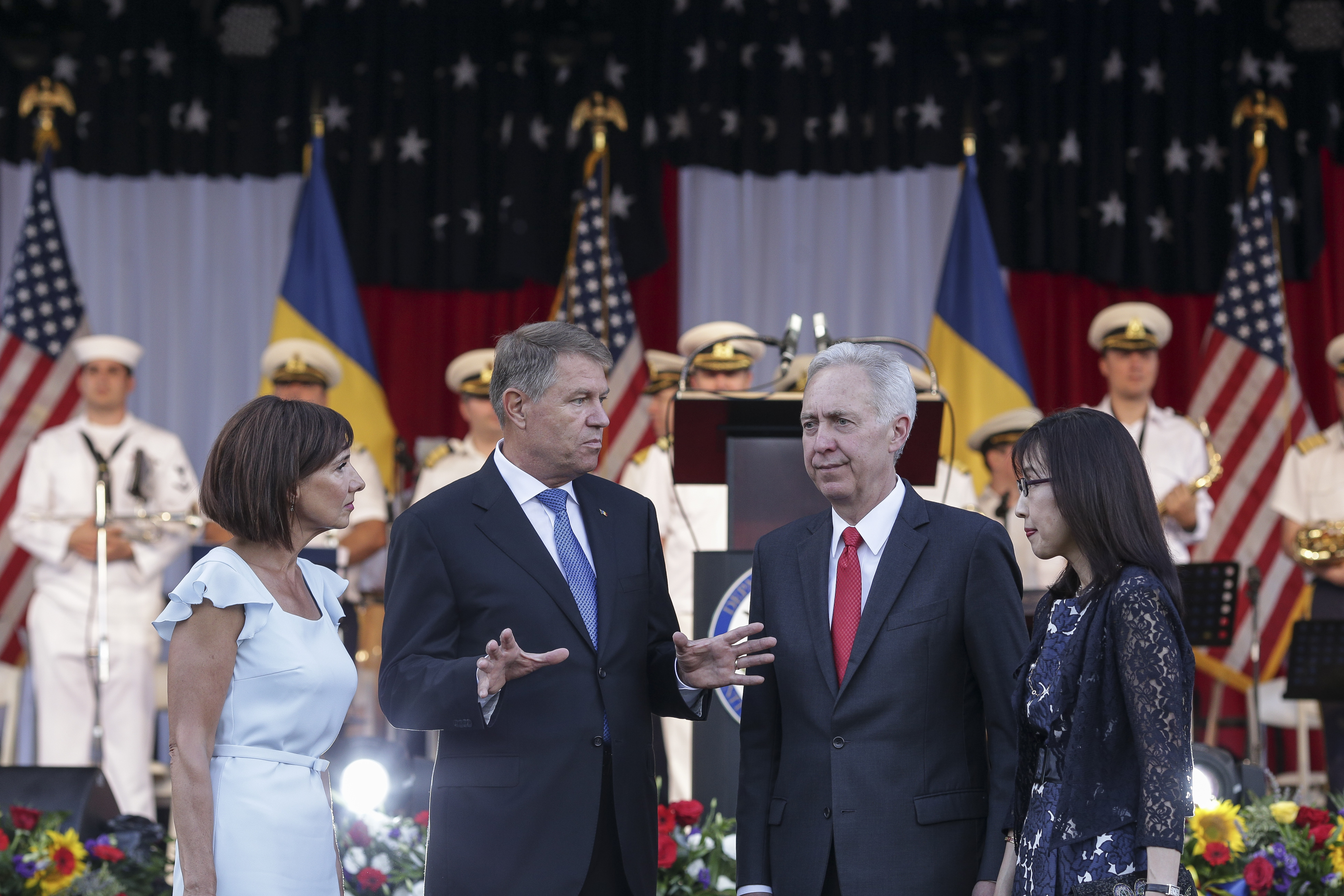
Iohannis con la moglie Carmen ad un incontro sui 100 anni di amicizia con gli Stati Uniti d'America il 30 giugno 2018

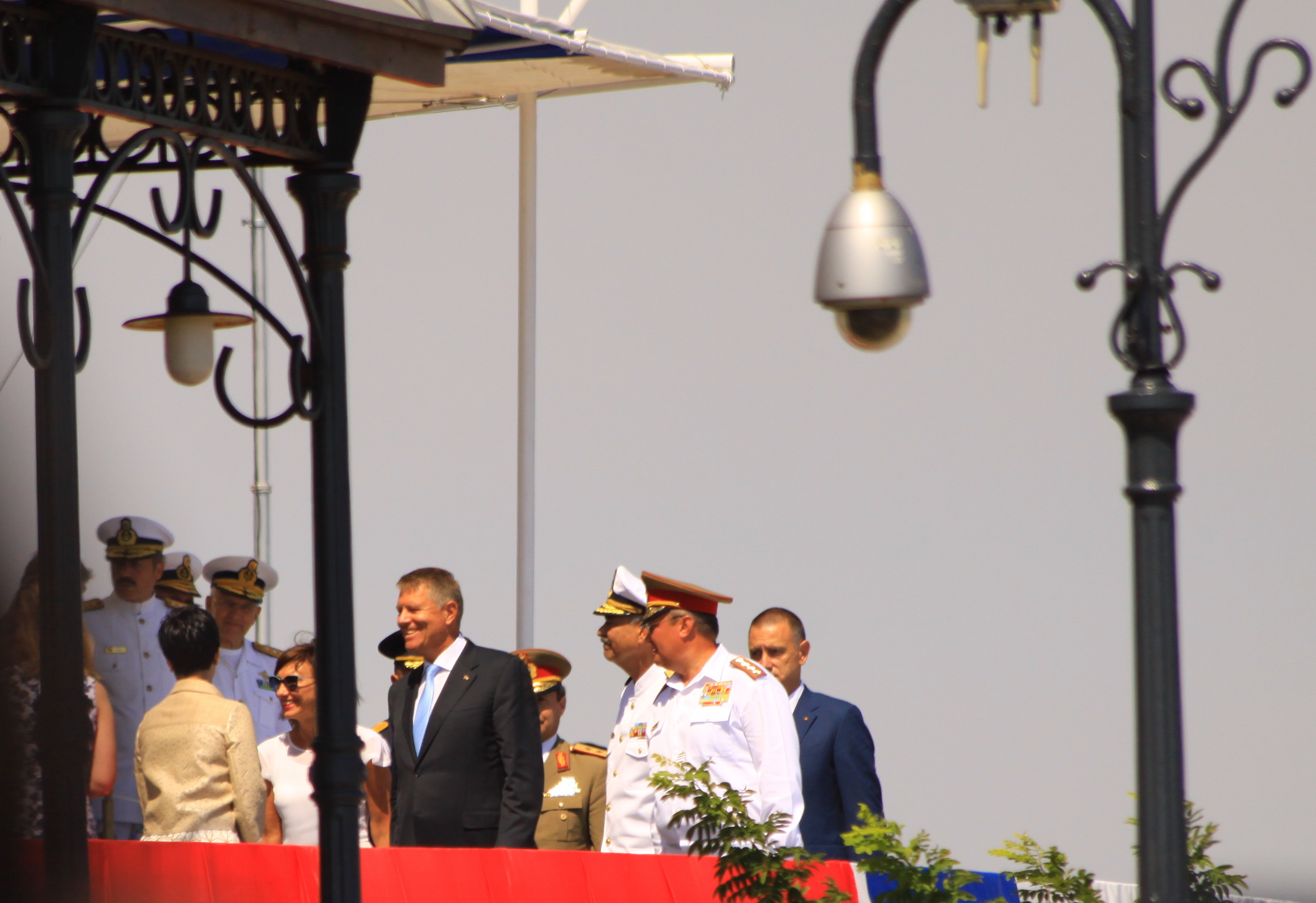
Klaus Iohannis con gli ammiragli delle Forțele Navale Române a Costanza il 15 agosto 2018

Il secondo anno in carica fu segnato da un cambiamento di atteggiamento, con l'avvento a Palazzo Cotroceni, sede della presidenza della repubblica, del nuovo consigliere presidenziale in materia di politica estera, Bogdan Aurescu, che sostituì Lazăr Comănescu, indicato come ministro del governo Cioloș. Il nuovo obiettivo dichiarato dalla Romania fu quello di diventare un polo regionale, sia a livello politico, che nel campo della sicurezza.
La presidenza di Iohannis non mancò di aspetti controversi, come nel caso della proposta della Romania di costituire un gruppo navale della NATO per le esercitazioni militari nel Mar Nero. Mentre l'accordo avrebbe dovuto essere siglato in occasione della visita di Iohannis in Bulgaria, il governo di Sofia si ritirò solamente un giorno prima della firma del documento. Rappresentò un successo, invece, l'istituzione della Brigata plurinazionale, con sede a Craiova, cui aderirono diversi stati. L'obiettivo era quello di trasformare la Romania nel principale partner di NATO e Stati Uniti nell'area dell'Europa dell'est, all'epoca minacciata dall'atteggiamento espansionista della Russia.
Per quanto riguardava la Moldavia, Iohannis dichiarò l'operazione di un cambiamento politico. Al posto del tradizionale sostegno riposto dalla Romania a determinate figure politiche del paese vicino, la presidenza avrebbe supportato le istituzioni statali, per renderle più forti. Tali indicazioni furono alla base dell'istituzione di un elenco di obblighi che le autorità moldave avrebbero dovuto soddisfare per continuare ad accedere ai finanziamenti accordati dalla Romania.
Per quanto riguardava la Brexit, votata dal referendum del Regno Unito nel 2015, la Romania cercò di trasmettere l'idea che la sua realizzazione non sarebbe stata una "tragedia", bensì un evento che avrebbe potuto offrire alla Romania un'opportunità per rafforzare il suo ruolo nell'Unione europea.

## Posizioni politiche

### Lotta anticorruzione
(Klaus Iohannis)
Klaus Iohannis è un dichiarato sostenitore della lotta alla corruzione in Romania. Già dall'assunzione dell'incarico presidenziale nel dicembre 2014, inviò numerosi messaggi di apprezzamento per il lavoro della Direzione nazionale anticorruzione e, in riferimento a Victor Ponta, dichiarò che non avrebbe collaborato con un premier accusato di corruzione.
Nel 2016 ricevette dalla Fondazione tedesca Hermann Ehlers un riconoscimento per il sostegno allo stato di diritto e alla lotta alla corruzione.
Il 13 febbraio, 2017 il Parlamento all'unanimità diede il proprio parere favorevole sull'organizzazione di un referendum in tema di corruzione richiesto dal Presidente Iohannis.

### Unificazione della Romania con la Repubblica di Moldavia
Durante la campagna presidenziale del 2014, l'unificazione della Romania con la Repubblica di Moldavia era un tema molto dibattuto. Klaus Iohannis dichiarò che «l'unificazione è una cosa che solo Bucarest può offrire e che solo Chișinău può accettare», ribadendo che lo stato romeno aveva l'obbligo storico di sostenere il percorso europeo della Repubblica di Moldavia. La sua posizione, tuttavia, fu variabile. Nel mese di novembre 2016, Iohannis affermò che l'unificazione con la Moldova fosse possibile, ma non nell'immediato futuro. Contestualmente dichiarò che i movimenti favorevoli all'unificazione avevano allontanato i moldavi dalla Romania.

### Diritti LGBT
Durante la campagna presidenziale del 2014, Klaus Iohannis ha dichiarato:
(Klaus Iohannis)
Nell'ottobre 2016 si dichiarò contro il fanatismo religioso in merito alla proibizione del matrimonio tra persone dello stesso sesso. Inoltre, Iohannis lanciò un appello per la tolleranza e l'accettazione di tutte le minoranze. Per la prima volta un presidente rumeno chiarì che le minoranze sessuali non dovrebbero essere discriminate. L'Ambasciatore degli Stati Uniti Hans Klemm si disse molto colpito dalla dichiarazione del presidente Iohannis sul matrimonio tra persone dello stesso sesso, mentre alcune pubblicazioni straniere, come Deutsche Welle, Washington Post e The New York Times, elogiarono il «notevole coraggio di optare per la modernità» in un paese «ancora arretrato».

## Aspetti controversi

### Cause su proprietà immobiliari
Nel giugno 2014 un'inchiesta del quotidiano Evenimentul zilei accusò Iohannis di aver costruito il proprio patrimonio immobiliare a spese dello stato. L'allora sindaco di Sibiu, infatti, si sarebbe arricchito tramite l'acquisizione di proprietà da eredi che non avevano effettivamente diritto ai beni di cui erano entrati in possesso, ma che avevano ottenuto falsificando dei documenti con la complicità di Iohannis e della moglie Carmen.
Nel novembre 2015 fu costretto a restituire una casa nel centro di Sibiu dopo che il tribunale di Brașov dichiarò nullo l'atto di compravendita.
Secondo i giornalisti di Rise Project, la maggior parte degli edifici di proprietà di Klaus Iohannis sarebbe connessa ad un'eredità ottenuta tramite la presentazione di falsi certificati. Nel 2017 a nome di Iohannis esistevano due procedimenti penali per falsificazione o uso di falso, uno archiviato e uno trasmesso alla DIICOT, ma senza alcuna formalizzazione di rinvio a giudizio.

### Presunta incompatibilità di funzioni
Nel mese di gennaio 2015 Iohannis vinse il processo contro l'Agenzia nazionale per l'integrità (ANI), che lo accusava di incompatibilità tra i ruoli di sindaco di Sibiu e di rappresentante per il comune in seno all'assemblea generale degli azionisti delle società SC Apă Canal SA e SC Piețe SA. L'istruttoria era stata sospesa durante la campagna presidenziale per le elezioni del novembre 2014.

## Pubblicazioni
- Pas cu pas, Editura Curtea Veche, București, 2014, ISBN 978-606-588-756-5
- Primul pas, Editura Curtea Veche, București, 2015, ISBN 978-606-588-831-9

## Onorificenze

### Onorificenze rumene
Personalmente è stato insignito dei titoli di: